# Aulonium bicolor
Aulonium bicolor là một loài bọ cánh cứng trong họ Zopheridae. Loài này được Herbst miêu tả khoa học năm 1797.